# Анучкин, Пётр Яковлевич
Пётр Яковлевич Анучкин (23 декабря 1920, Самодуровка, Саратовская губерния — 23 июня 1969, Ейск, Краснодарский край) — подполковник, участник Великой Отечественной войны, Герой Советского Союза (1945).

## Биография
Пётр Анучкин родился 23 декабря 1920 года в селе Самодуровка (ныне — Белогорное Вольского района Саратовской области). После окончания семилетней школы и Терсинского сельскохозяйственного техникума он работал агрономом на Белогорновской машинно-тракторной станции. В 1941 году он был призван на службу в Рабоче-крестьянскую Красную Армию. Окончил училище зенитной артиллерии в Оренбурге.
С января 1943 года — на фронтах Великой Отечественной войны. Участвовал в боях на Воронежском, Степном, 1-м и 2-м Украинском фронтах. Участвовал в Воронежско-Касторненской операции, битве на Курской дуге, освобождении Украины, Молдавии, Польши, разгроме противника в Германии. В боях трижды был ранен. Особо отличился в боях на Одере. К тому времени старший лейтенант Пётр Анучкин был командиром зенитно-пулемётной роты 1360-го зенитно-артиллерийского полка 29-й зенитно-артиллерийской дивизии 5-й гвардейской армии 1-го Украинского фронта.
24 января 1945 года рота Анучкина вместе с передовыми частями вышла к берегам Одера, заняла позиции на высотах и приготовилась к отражению налётов немецкой авиации. С другого берега вёлся мощный артиллерийский обстрел позиций советских войск, но несмотря на это, один из стрелковых батальонов начал переправу через Одер. Вскоре со стороны Бреслау появилось девять самолётов «Юнкерс», которые, снизившись до высоты 700—800 метров, легли на боевой курс. Два самолёта огнём роты Анучкина были сбиты, остальные, беспорядочно сбросив бомбы на Одер, удалились.
В ночь на 25 января рота под командованием старшего лейтенанта Анучкина на плотах и лодках переправилась на другой берег Одера. По приказу Анучкина зенитные пулемёты были расставлены так, чтобы была возможность отражения атаки противника как с воздуха, так и с земли. Утром того же дня позиции роты атаковали силы противника численностью до полка. Когда один из расчётов вышел из строя, Анучкин с ординарцем лично заняли места за пулемётом и уничтожили около 10 немецких солдат и офицеров, остальных обратив в бегство.
Когда на плацдарм высадился ещё один стрелковый батальон, советским войскам удалось овладеть селом Линден (ныне Липки, гмина Скарбимеж, Бжегский повят, Опольское воеводство, Польша). Атаку пехоты поддерживала рота Анучкина, которая уничтожила несколько вражеских огневых точек. После окончания боя рота получила приказ прикрыть село с воздуха. В середине того же дня со стороны Гротткау появилось несколько бомбардировщиков, которым удалось сбросить бомбы на западную окраину села, но огнём рота Анучкина сбила два из них, после чего остальные самолёты улетели.
Указом Президиума Верховного Совета СССР от 10 апреля 1945 года старший лейтенант Пётр Анучкин был удостоен высокого звания Героя Советского Союза с вручением ордена Ленина и медали «Золотая Звезда» за номером 7404.
После окончания войны Анучкин продолжил службу в рядах Советской Армии, подполковник. Проживал в городе Ейске Краснодарского края. Умер 23 июня 1969 года.

## Награды
- два ордена Красной Звезды (6.11.1943, …)
- орден Отечественной войны 2-й степени (4.9.1944)
- медаль «Золотая Звезда» № 7404 Героя Советского Союза и орден Ленина (10.4.1945)
- медали, в том числе:
  - «За боевые заслуги» (20.4.1953)
  - «За победу над Германией» (9.5.1945)
  - «За освобождение Праги» (9.5.1945)
  - «За безупречную службу» 1-й степени.

## Память
На доме в Ейске, где жил Анучкин, установлена мемориальная доска.